# Брукк-ан-дер-Гросглоккнерштрасе
Брукк-ан-дер-Гросглоккнерштрасе (нем. Bruck an der Großglocknerstraße) — коммуна (нем. Gemeinde) в Австрии, в федеральной земле Зальцбург.
Входит в состав округа Целль-ам-Зе. Площадь общины составляет 45,77 км², население — 4828 человек (1 января 2021), плотность населения — 105 чел./км². Официальный код — 50602.

## Население
| Год  | Численность |
| ---- | ----------- |
| 1869 | 1504        |
| 1889 | 1656        |
| 1890 | 1605        |
| 1900 | 1756        |
| 1910 | 1925        |
| 1923 | 2013        |
| 1934 | 2490        |
| 1939 | 2492        |
| 1951 | 3258        |
| 1961 | 3145        |
| 1971 | 3602        |
| 1981 | 3747        |
| 1991 | 3926        |
| 2001 | 4430        |
| 2011 | 4443        |
| 2021 | 4828        |

## Политическая ситуация
Бургомистр коммуны — Херберт Райзингер (СДПА) по результатам выборов 2004 года.
Совет представителей коммуны (нем. Gemeinderat) состоит из 21 места.
- СДПА занимает 11 мест.
- АНП занимает 7 мест.
- АПС занимает 2 места.
- Зелёные занимают 1 место.

## Достопримечательности
- Фишхорн — старинный замок.